# Коронация
Коронацията е церемонията по формалното встъпване на монарха във власт. Обикновено включва поставяне на корона на главата му и връчване на други символи на властта. Коронацията може да включва в себе си както светски, така и религиозен ритуал.